# Cynanchum schistoglossum
Cynanchum schistoglossum är en oleanderväxtart som beskrevs av Rudolf Schlechter. Cynanchum schistoglossum ingår i släktet Cynanchum och familjen oleanderväxter. Inga underarter finns listade i Catalogue of Life.